# Burg Červenice
Die Burg Červenice ist eine abgegangene mittelalterliche Spornburg auf der Gemarkung Sirákovice der Stadt Golčův Jeníkov im Okres Havlíčkův Brod in Tschechien.

## Geographie
Die ehemalige Burg befindet sich auf einem bewaldeten Sporn über einer Bachschleife der Váhanka in der Hornosázavská pahorkatina (Hügelland an der oberen Sázava). 
Umliegende Orte sind Sirákovice im Norden, Vilémov und Klášter im Osten, Nasavrky im Südwesten sowie Vrtěšice im Westen.

## Geschichte
Über die Burg sind keine schriftlichen Überlieferungen vorhanden. Archäologische Untersuchungen kamen zu dem Schluss, dass sie wahrscheinlich im 13. Jahrhundert errichtet wurde. Sie wird entweder als kleine Kolonisationsburg oder als Adelssitz aus der Anfangszeit des Burgenbaus durch den niederen Adel angesehen.
Es wird angenommen, dass der Untergang der Burg 1278 im Zusammenhang mit der Zerstörung des Benediktinerstiftes Wilmzell durch Truppen des deutschen Königs Rudolf I. erfolgte.

## Anlage
Hinter dem Stirnwall der Anlage und dem Burggraben befand sich die Vorburg. Der Bereich der Kernburg war durch einen Wall von der Vorburg abgetrennt und von einem weiteren Burggraben umschlossen. Die Stirnseite der Kernburg, wo sich wahrscheinlich ein Turm befand, war durch doppelte Befestigungsanlagen geschützt.
Heute sind von der Anlage nur Wälle und Gräben sowie ein markanter, vier Meter hoher Schutthügel – wahrscheinlich die Trümmer des eingestürzten Bergfrieds – erhalten. Gebäudereste der Kernburg sind nicht vorhanden. Lediglich im hinteren Teil der Anlage sind Reste eines vertieften Objektes erhalten. Der westliche Teil des Burggeländes wurde durch einen Steinbruch beschädigt.